# Sándor Kopácsi
Sándor Kopácsi, född 5 mars 1922 i Miskolc, Ungern, död 2 mars 2001 i Toronto, Kanada, var en ungersk polis och politisk aktivist. 
Kopácsi var chef över Budapests poliskår 1952-1956. Han ställdes tillsammans med Imre Nagy inför rätta som en av ledarna för Ungernrevolten 1956 och dömdes till döden, domen omvandlades dock till livstids fängelse. Kopácsi beviljades amnesti 1963 och emigrerade till Kanada där han arbetade i 20 år som mekaniker på Torontos elverk. Han återvände till Ungern 1989 efter Berlinmurens fall.